# Carmen Small
Carmen Small (ur. 22 kwietnia 1980 w Durango) – amerykańska kolarka szosowa i torowa, trzykrotna medalistka mistrzostw świata.

## Kariera
Największe sukcesy w karierze Carmen Small osiągnęła w 2013 roku, kiedy zdobyła dwa medale na mistrzostwach świata we Florencji. W indywidualnej jeździe na czas zdobyła brązowy medal, ulegając jedynie Holenderce Eleonorze van Dijk i Lindzie Villumsen z Nowej Zelandii. Ponadto w barwach zespołu Team Specialized–lululemon wywalczyła złoty medal w drużynowej jeździe na czas. W 2013 roku zdobyła także srebrny medal w indywidualnej jeździe na czas na mistrzostwach panamerykańskich. Nie brała udziału w igrzyskach olimpijskich.